# Мурахоїди
Мурахоїди (Vermilingua) — підряд неповнозубих ссавців. Етимологія: лат. vermis — «хробак», лат. lingua — «язик». Основною їжею представників цього підряду є терміти та мурахи.

## Класифікація
- Підряд Vermilingua
  - Родина Cyclopedidae
    - Рід Cyclopes
      - Cyclopes didactylus

    - Рід †Palaeomyrmidon (Rovereto 1914)

  - Родина Myrmecophagidae
    - Рід Myrmecophaga
      - Myrmecophaga tridactyla

    - Рід †Neotamandua (Rovereto 1914)
    - Рід Tamandua
      - Tamandua mexicana
      - Tamandua tetradactyla

    - Рід †Protamandua (Ameghino 1904)

## Поширення
Живуть у Південній та Центральній Америці. Середовища проживання включають сухі тропічні ліси, дощові ліси, луки, і савани.

## Морфологія
Маси тіла 240,0 гр — 30,6 кг. Повна довжина тіла: 17,72 см — 1,12 м. Усі представники підряду мають подовжені морди, оснащені тонким язиком, який може бути довший за довжину голови. У трубкоподібному роті є губи, але немає зубів. Вони використовують свої великі, вигнуті кігті на руках щоб розривати мурашники і термітники, а також для оборони. Густе і довге хутро захищає їх від атак комах. Всі види, крім гігантського M. tridactyla мають чіпкий хвіст.

## Стиль життя
Це в основному поодинокі ссавці, готові захищати свої території, але самці часто заходять на територію сусідніх самиць. Мають поганий зір, але чудовий нюх. Слух, як вважають, хороший. Температура тіла коливається між 33 і 36 °C. Може терпіти значно більші коливання температури тіла, ніж більшість ссавців. Добове споживання енергії з їжі лише незначно більше, ніж енергія необхідна для повсякденної діяльності, і Vermilingua, ймовірно, координують свою температуру тіла, щоб зберігати холоднокровність під час періодів відпочинку і нагріватися під час годування.